# Parvana, une enfance en Afghanistan
Pour plus de détails, voir Fiche technique et Distribution.
Parvana, une enfance en Afghanistan (The Breadwinner) est un film d'animation dramatique du studio Cartoon Saloon réalisé par Nora Twomey, sorti en 2017. C'est une adaptation de Parvana, une enfance en Afghanistan, premier tome d'une série de romans de Deborah Ellis,.
Ce film est une coproduction de l'Irlande, du Canada et du Luxembourg, à laquelle ont participé notamment Mimi Polk Gitlin et Angelina Jolie.
La première a eu lieu au Festival international du film de Toronto le 8 septembre 2017.

## Synopsis
Parvana est une jeune fille vivant à Kaboul en Afghanistan, contrôlé par les talibans. Son père, Nurullah, autrefois enseignant, est amputé de la jambe droite, conséquence de la Guerre d'Afghanistan, ce qui le force à devenir colporteur afin de subvenir aux besoins de sa famille. À la suite d'une altercation avec l'un de ses anciens étudiants, Idrees, à qui il refuse la main de sa fille sous prétexte qu'elle est déjà fiancée (ce qui est faux), il se fait injustement emprisonner, laissant la famille en détresse car il est le seul homme adulte encore en vie, le fils aîné Sulayman étant mort quelques années plus tôt. Parvana se retrouve donc seule avec sa mère Fattema, sa sœur aînée Soraya et son petit frère Zaki. Puisque les femmes ont l'interdiction de sortir sans leur mari, leur père ou leur frère, la famille se retrouve isolée, sans nouvelles de Nurullah. Après que sa mère soit revenue battue car elle était sortie sans être accompagnée d'un homme de sa famille pour retrouver son mari et que Parvana ait tenté, sans succès, d'acheter de la nourriture au marché, elle décide de se couper les cheveux et de se vêtir en homme. Elle se fait donc passer pour le neveu de son père et prend comme nom « Aatish » afin de pouvoir subvenir aux besoins de sa famille. Le soir, lorsqu'elle rentre, elle divertit son jeune frère en lui inventant une histoire dans laquelle un jeune garçon part affronter le roi éléphant afin de reprendre les graines qu'il a volées.
Grâce à son déguisement et l'aide de son ami Shauzia, une ancienne camarade de classe qui se déguise elle aussi en garçon afin d'être libre, Parvana réussit à obtenir de la nourriture et de l'argent. Elle décide tout de même de se rendre en prison afin de voir son père, mais ses tentatives échouent. Alors, elle décide de travailler de plus en plus dans le but de récolter le plus d'argent possible, car elle croit que si elle offre un énorme pot-de-vin au garde il la laissera voir son père. Shauzia et elle travaillent ensemble, celle-ci amasse de l'argent pour échapper à son père abusif. Pendant ce temps, n'ayant aucune autre solution pour faire vivre sa famille, Fattema a écrit une lettre à son cousin de Mazâr-e Charîf dans laquelle elle offre de donner sa fille Soraya en mariage au plus jeune de ses fils en échange de soutien, d'un toit et de protection.
Alors qu'elle est au marché, Parvana croise Razaq, qui était présent avec Idrees lorsque celui-ci avait exigé de Nurullah qu'elle devienne son épouse. Razaq, qui est analphabète, paie Parvana pour qu'elle lui lise une lettre qu'il vient de recevoir et qui lui annonce le décès de sa femme, Hawla, tuée par une mine alors qu'elle se rendait à un mariage. Elle lui montre comment écrire le nom de sa femme et, à partir de ce moment, il revient la voir afin qu'elle lui apprenne à lire et à écrire. Parvana et Shauzia se trouvent un emploi, mais Idrees s'y trouve aussi et est chargé de les surveiller. Celui-ci reconnaît Parvana qui le frappe avec une brique afin de se défendre et il poursuit alors les deux jeunes filles avec l'intention de la tuer. Elles parviennent à se cacher et, au même moment, Idrees est appelé car il doit aller au combat, une nouvelle guerre vient tout juste de commencer. Quand Parvana retourne chez elle, Fattema la supplie de cesser et lui dit que son cousin a accepté Soraya et qu'il doit venir les chercher le lendemain. Elle accepte, mais à la condition qu'elle puisse aller visiter Nurullah pour l'informer de leur départ et où ils vont, car un cousin de Razaq travaille à la prison et devrait pouvoir la laisser entrer. Elle fait ses adieux à Shauzia, lui promettant de la revoir dans 20 ans au même endroit. Cependant, le cousin de Fattema arrive une journée plus tôt et les force à partir sans Parvana puisque les rues seront éventuellement bloquées à cause de la guerre. Alors qu'ils sont en plein milieu de la route, Fattema défie son cousin qui finit par l'abandonner, elle, Soraya et Zaki au milieu de nulle part.
Lorsque Parvana arrive à la prison, elle y rencontre Razaq. Son cousin est parti pour la guerre. Parvana lui dévoile alors son secret, qu'elle n'est pas le neveu de Nurullah mais bel et bien sa fille. Razaq l'informe que les gardes sont en train de massacrer ceux qui sont trop malades ou mal en point pour se battre, et Parvana est témoin de leurs exécutions. Razaq retourne dans la prison, afin d'aller chercher Nurullah avant qu'il ne soit trop tard. Terrifiée, elle tente de se calmer en terminant l'histoire du jeune garçon qui se révèle être son frère décédé Sulayman, se souvenant finalement comment il est mort : en prenant un jouet dans la rue qui était en réalité une mine qui a explosé. Razaq revient, blessé à l'épaule, transportant Nurullah. Parvana prend son père avec elle, qu'elle transporte sur une charrette, et est réunie avec le reste de sa famille.

## Fiche technique
- Titre original : The Breadwinner
- Titre français : Parvana, une enfance en Afghanistan
- Réalisation : Nora Twomey
- Scénario : Anita Doron d'après le livre de Deborah Ellis
- Musique : Jeff Danna et Mychael Danna
- Pays d'origine : Irlande - Canada - Luxembourg
- Genre : animation
- Dates de sortie :
  - Canada : 8 septembre 2017 (Festival international du film de Toronto 2017)
  - États-Unis : 17 novembre 2017
  - France : 27 juin 2018

## Distribution (voix originales)
- Saara Chaudry : Parvana / Aatish
- Soma Chhaya : Shauzia
- Noorin Gulamgaus : Idrees / Sulayman
- Kane Mahon : Propriétaire du restaurant
- Laara Sadiq : Fattema
- Ali Badshah : Nurullah
- Shaista Latif : Soraya
- Kaza Feris : Sorcière
- Kawa Ada : Razaq
- Ali Kazmi : Darya / Vendeur de jus / Gardien de prison
- Mran Volkhard : Vendeur
- Reza Sholeh : Vendeur de fruits / Adolescent #2

## Distribution (voix françaises)
- Golshifteh Farahani : Parvana
- Mina Khosravani : Shauzia
- Alexandre Adibzadeh : Idrées / Sulayman
- Behi Djanati Ataï : Fattema
- Hamidreza Djavdan : Nurullah
- Zar Amir Ebrahimi : Soraya

## Distribution (voix québécoises)
- Alice Déry : Parvana
- Charles Sirard-Blouin : Idrees / Sulayman
- Laurence Dauphinais : Fattema
- Louis-Philippe Dandenault : Nurullah

## Sortie

### Accueil critique
En France, le site Allociné recense une moyenne des critiques presse de 4,1/5, et des critiques spectateurs à 4,2/5, 5/5 sur Télérama, 7,6/10 sur SensCritique.

## Récompenses et distinctions

### Récompenses
- Festival international du film d'animation d'Annecy 2018 : Prix du jury et Prix du public[5].

### Sélections
- Festival international du film de Toronto 2017 : sélection en section Special Presentations.